# Faille inverse

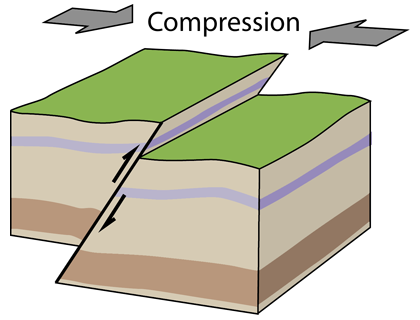
Représentation schématique d'une faille inverse.

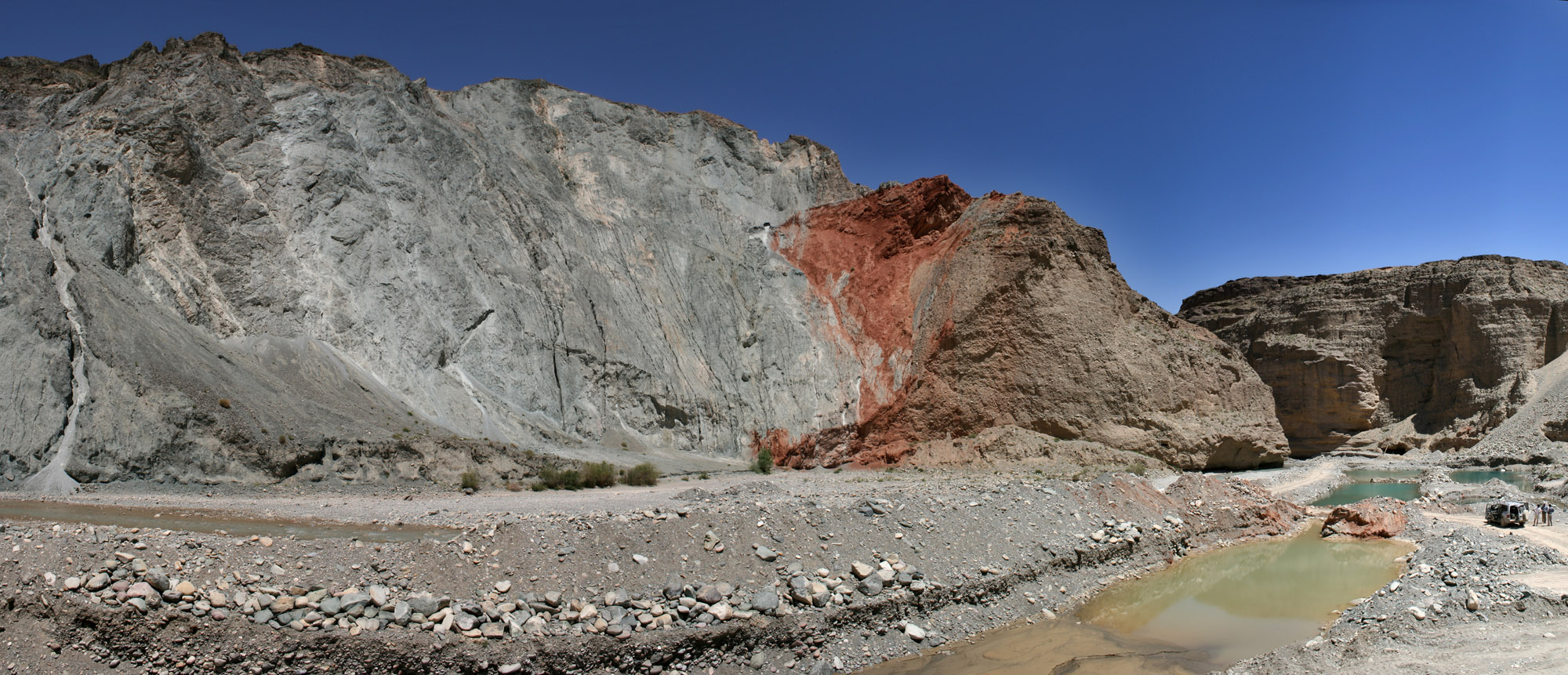
Chevauchement au front du Qilian Shan, Chine. Le compartiment de gauche (roche cristalline) chevauche sur le compartiment de droite (conglomérats quaternaires).

En géologie, une faille inverse est un plan incliné (le plus souvent d'environ 30°) séparant deux compartiments rocheux. Le glissement sur ce plan se traduit par le rapprochement des deux compartiments et par le soulèvement du compartiment supérieur par rapport au compartiment inférieur. Ce mouvement relatif accommode un raccourcissement horizontal. La spécificité des failles inverses est qu'elles provoquent une superposition anormale et un redoublement des couches sédimentaires.

## Contexte tectonique
Les failles inverses (appelées aussi failles de chevauchement lorsqu'elles sont très faiblement inclinées) caractérisent une déformation compressive. Elles se trouvent donc en général dans les régions du globe où la tectonique des plaques induit une convergence relative. Cela peut se produire en bordure de plaques, comme dans une zone de subduction et le prisme d'accrétion associé, ou au sein de la croûte continentale, comme dans les chaînes de montagnes, qui résultent de la collision et du rapprochement de deux plaques tectoniques. Ce sont d'ailleurs les failles inverses et chevauchements qui y sont à l'origine de l'épaississement de la croûte et de la construction de la chaîne. Les chevauchements peuvent impliquer des déplacements sur de très grandes distances, ils sont alors nommés nappe de charriage.